# Установка дегідрогенізації бутилену в Дун'їні (Kenli)
Установка дегідрогенізації бутилену в Дун'їні (Kenli) — завод із виробництва бутадієну в китайській провінції Шаньдун.
Первісно бутадієн (основа найбільш поширених синтетичних каучуків) продукували шляхом дегідрогенізації. Утім, з поширенням установок парового крекінгу на важкій сировині, котрі отримували цей дієн як побічний продукт, індустрія дегідрогенізації не змогла витримати економічної конкуренції. Незважаючи на це, на початку XXI століття в Китаї з'явилося кілька установок оксидативної дегідрогенізації бутенів, одну з яких потужністю 100 тисяч тонн бутадієну на рік запустила компанія Shandong Kenli Petrochemical.
Оскільки установка могла бути рентабельною лише при високих цінах на бутадієн, у 2015 році зі зміною ситуації на ринку її зупинили. Існували плани використання її обладнання для продукування 1-бутена, проте весною 2017-го установку знов почали готувати для роботи за первісним призначенням.